# Bernard William Griffin
Bernard William Griffin (Birmingham, 21 febbraio 1899 – New Polzeath, 19 agosto 1956) è stato un cardinale e arcivescovo cattolico britannico.

## Biografia
Era figlio di William, dirigente in una fabbrica di biciclette, e della di lui consorte di Helen Swadkins.
Nell'ultimo anno della prima guerra mondiale prestò servizio nella Aviazione della Marina inglese. Si addottorò a Roma in teologia (nel 1924, anno in cui divenne sacerdote) ed in diritto canonico (1927).
Nel 1938 fu consacrato vescovo divenendo vescovo titolare di Appia e vescovo ausiliare di Birmingham.
Nel 1940, durante la battaglia d'Inghilterra, prestò servizio come avvistatore delle incursioni aeree della Luftwaffe.
Fu arcivescovo di Westminster dal 1943 al 1956.
Papa Pio XII lo elevò al rango di cardinale nel concistoro del 18 febbraio 1946 con il titolo di cardinale presbitero dei Santi Andrea e Gregorio al Monte Celio.
Morì il 19 agosto 1956 all'età di 57 anni.

## Genealogia episcopale e successione apostolica
La genealogia episcopale è:
- Cardinale Scipione Rebiba
- Cardinale Giulio Antonio Santori
- Cardinale Girolamo Bernerio, O.P.
- Arcivescovo Galeazzo Sanvitale
- Cardinale Ludovico Ludovisi
- Cardinale Luigi Caetani
- Cardinale Ulderico Carpegna
- Cardinale Paluzzo Paluzzi Altieri degli Albertoni
- Cardinale Gaspare Carpegna
- Cardinale Fabrizio Paolucci
- Cardinale Francesco Barberini
- Cardinale Annibale Albani
- Cardinale Federico Marcello Lante Montefeltro della Rovere
- Vescovo Charles Walmesley, O.S.B.
- Vescovo William Gibson
- Vescovo John Douglass
- Vescovo William Poynter
- Vescovo Thomas Penswick
- Vescovo John Briggs
- Arcivescovo William Bernard Ullathorne, O.S.B.
- Cardinale Henry Edward Manning
- Cardinale Herbert Alfred Henry Vaughan
- Cardinale Francis Alphonsus Bourne
- Arcivescovo Thomas Leighton Williams
- Cardinale Bernard William Griffin

La successione apostolica è:
- Vescovo Humphrey Bright (1944)
- Arcivescovo Joseph Masterson (1947)
- Vescovo George Laurence Craven (1947)
- Vescovo Frederick Hall, M.H.M. (1948)
- Arcivescovo George Andrew Beck, A.A. (1948)
- Arcivescovo Cyril Conrad Cowderoy (1949)